# Bet van Beeren
 (février 2020).
Bet van Beeren, née en 1902, morte en 1967, est une propriétaire de bar d'Amsterdam. Alors que le sien n'était pas le premier bar qui permettait aux personnes LGBT de se réunir publiquement, le fait qu'elle soit ouvertement lesbienne et accepte une clientèle très diversifiée, a conduit son établissement à être l'un des plus connus. En 2017, elle a été honorée par la ville d'Amsterdam lorsqu'un pont-canal a été renommé en son honneur.

## Biographie
Bet van Beeren est née le 12 février 1902 dans le quartier Jordaan d'Amsterdam de Maria Johanna (née Brants) et Johannes Hendrik van Beeren. Elle était la fille aînée et l'un des treize enfants du couple. Son père travaillait dans les travaux publics, sa mère dirigeait une pension de famille et livrait du poisson et des légumes dans le quartier. Son éducation s'est terminée au collège parce que sa famille avait besoin d'elle pour travailler.
Elle est allée travailler dans une conserverie sur la Haarlemmerweg, y a été promue contremaître, mais elle n'a pas aimé ce travail dangereux. Elle a perdu deux doigts en travaillant et après une bagarre avec son patron, elle a démissionné et est allée travailler pour son oncle à son pub, Amstelstroom, où elle avait précédemment travaillé à temps partiel, Elle parcourait la ville en vêtements de cuir sur sa moto et a vendu du poisson. En 1927, elle a acheté le bar avec des prêts de la brasserie Oranjeboom et par la suite, a toujours été fidèle à cette marque de bière, bien que d'autres brasseries aient tenté d'obtenir son patronage. Il était très inhabituel pour une femme de posséder une entreprise à ce moment-là, en particulier dans le quartier de la digue où elle était située. Elle a renommé le pub, Café 't Mandje (nl) (Le Café du panier) parce que sa mère apportait la nourriture tous les jours dans un panier.
Elle dirigeait un établissement ouvert où les lesbiennes et les gais pouvaient librement venir tant qu'il n'y avait pas de baisers échangés, ce qui aurait violé les lois et lui aurait coûté son permis de vente d'alcool,. Sa clientèle mixte comprenait des artistes, des intellectuels, des proxénètes et des prostituées, des marins et le major Bosshardt, le chef de l'Armée du Salut qui la désapprouvait,,. Van Beeren était flamboyante, aimant être sous les projecteurs, et souvent vêtue d'un costume de marin ou de cuir, divertissant ses clients avec du chant et de la danse. Elle était ouvertement lesbienne, même si elle appréciait les hommes riches qui pouvaient apporter de la viande ou des pâtisseries sur la table familiale. Elle buvait beaucoup, certains rapports faisaient état de 40 bouteilles de bière par jour, et pouvait jurer comme un marin.
Gagnant beaucoup d'argent, Bet van Beeren était connue pour ses œuvres caritatives, aidant les pauvres, les enfants et les personnes âgées. Elle a également affirmé avoir payé pour l'une des croix au sommet de la Basilique Saint-Nicolas d'Amsterdam. Parmi ses autres actes légendaires, elle a autorisé le bar à être utilisé comme dépôt d'armes pour la résistance néerlandaise pendant l'occupation allemande des Pays-Bas. Alors que les hommes homosexuels étaient devenus la cible des Allemands, le pub de Bet Van Beeren était interdit aux troupes allemandes en raison de sa réputation d'établissement de « quartier rouge ». L'utilisation du terme uil (chouette) pour les hétérosexuels a été attribue à un stratagème utilisé par Bet van Beeren lorsque le bar était perquisitionné ou lorsque des patrouilles homophobes balayaient la zone. Elle a fait installer une lumière dans une chouette en plâtre, qui était allumée pour avertir ses clients. Elle a accroché des cravates et des souvenirs de clients du plafond, a organisé des danses le jour de la reine où les couples de même sexe pouvaient danser ensemble, et le vendredi, laissait le groupe de l'Armée du Salut entrer pour collecter des fonds.
Bet Van Beeren est décédée d'une maladie du foie le 16 juillet 1967. Elle est restée allongée sur le billard du pub pendant plusieurs jours avant son enterrement le 20 juillet à la Nieuwe Oosterbegraafplaats (nl) à Amsterdam. Greet, la sœur cadette de van Beeren, a continué d'exploiter l'entreprise jusqu'en 1982, date à laquelle elle l'a fermée en raison de l'expansion du commerce de l'héroïne dans la région. Certains éléments du bar ont été incorporés au Musée d'Amsterdam en 1998, mais pour la plupart, le bâtiment est resté intact jusqu'à ce que Greet, peu de temps avant sa mort, le vende à sa nièce, Diana van Laar, qui a achevé la rénovation du pub et l'a rouvert le 2 avril 2008. En 2017, un pont enjambant le canal Oudezijds Achterburgwal entre les rues Korte Stormsteeg et Korte Niezel a été renommé à l'occasion du 90e anniversaire du pub pour honorer Bet van Beeren dans une représentation symbolique des ponts qu'elle avait jeté entre les divers groupes de la communauté.